# 長野県富士見高等学校
長野県富士見高等学校（ながのけん ふじみこうとうがっこう）は、長野県諏訪郡富士見町にある公立高等学校。文化祭は「しらかば祭」と称し、その名称は校章に由来する。

## 沿革
- 1927年4月11日 - 長野県諏訪郡南部実科中等学校が開校。
- 1939年2月22日 - 長野県諏訪農学校に改組。
- 1948年4月1日 - 学制改革により、長野県諏訪農業高等学校となる。
- 1948年7月15日 - 定時制課程を設置。
- 1948年8月25日 - 定時制原分校を設置。
- 1948年8月30日 - 定時制落合分校を設置。
- 1948年9月23日 - 定時制境分校を設置。
- 1949年4月1日 - 条件付きで県立に移管、普通科及び被服科を設置。
- 1951年4月1日 - 長野県富士見高等学校に改称。
- 1952年4月1日 - 県立に完全移管、境分校を統合。
- 1953年4月1日 - 落合分校を統合。
- 1954年4月1日 - 被服科の募集を停止。
- 1962年4月1日 - 原分校を統合。
- 1963年4月1日 - 生活科を設置。
- 1965年3月31日 - 定時制の募集を停止。
- 1985年4月1日 - 農業科を園芸科に転科。
- 1992年4月1日 - 生活科の募集を停止。

## 教育目標
- 個性豊かな人間性あふれる有為な青年の育成

## 校章
- 白樺の葉3枚を放射状に配置し、葉が重なる部分へ麦の種を3粒放射状に配置してある。

## 校歌・応援歌
- 校歌（作詞：尾崎喜八 作曲：平井康三郎）

## 最寄駅
- 東日本旅客鉄道中央本線：富士見駅。

## 部活動
全国の高校でも珍しい養蜂部がある。平成21年創部（正式認可は翌年）。平成24年、日本学校業クラブ全国大会のプロジェクト発表の部で最秀賞と文部科学大臣賞を受賞。平成28年、森山あみによって『みつばち高校生 富士見高校養蜂部物語』が書籍化された。

## 出身者
- 茅野亮 - すかいらーく創業者